# Sociedad Deportiva Teucro
Le Sociedad Deportiva Teucro est un club espagnol de handball, situé à Pontevedra en Galice et fondé en 1945.
Le club a évolué plusieurs saisons en Liga ASOBAL.

## Histoire
| Saison    | Niveau | Rang     |
| --------- | ------ | -------- |
| 1990-1991 | 1      | 6e (en)  |
| 1991-1992 | 1      | 3e (en)  |
| 1992-1993 | 1      | 7e (en)  |
| 1993-1994 | 1      | 5e (en)  |
| 1994-1995 | 1      | 4e (en)  |
| 1995-1996 | 1      | 7e (en)  |
| 1995-1996 | C3     | 1/16     |
| 1996-1997 | 1      | 14e (en) |
| 1997-1998 | 2      | 2e       |
| 1998-1999 | 1      | 7e (en)  |
| 1999-2000 | 1      | 13e (en) |
| 2000-2001 | 2      | 2e       |

| Saison    | Niveau | Rang     |
| --------- | ------ | -------- |
| 2001-2002 | 1      | 11e      |
| 2002-2003 | 1      | 11e (en) |
| 2003-2004 | 1      | 8e       |
| 2004-2005 | 1      | 15e      |
| 2005-2006 | 2      | 8e       |
| 2006-2007 | 2      | 2e       |
| 2007-2008 | 1      | 10e      |
| 2008-2009 | 1      | 15e      |
| 2009-2010 | 2      | 6e       |
| 2010-2011 | 2      | 3e       |
| 2011-2012 | 2      | 11e      |
| 2012-2013 | 2      | 6e       |

| Saison    | Niveau | Rang    |
| --------- | ------ | ------- |
| 2013-2014 | 2      | 12e     |
| 2014-2015 | 2      | 1er     |
| 2015-2016 | 1      | 15e     |
| 2016-2017 | 2      | 1er     |
| 2017-2018 | 1      | 14e     |
| 2018-2019 | 1      | 15e     |
| 2019-2020 | 2      | ?       |
| 2020-2021 | 2      | 8e      |
| 2021-2022 | 2      | 10e     |
| 2022-2023 | 3      | ?       |
| 2023-2024 | ?      | ?       |
| 2024-2025 | 3      | à venir |

Remarque : le niveau 1 correspond à la Liga ASOBAL et le niveau 2 à División de Honor Plata

## Personnalités liées au club
Parmi les personnalités liées au club, on trouve :
- David Davis : joueur de 1996 à 1997
- Borja Fernández : joueur de 2008 à 2009
- Gedeón Guardiola : joueur de 2005 à 2008
- Iouriy Havrylov : joueur de 1992 à 1994
- José Javier Hombrados : joueur de 1998 à janvier 1999
- Bruno Martini : joueur de 1996 à 1997
- Viran Morros : joueur de 2003 à 2004
- Xavier Pascual Fuertes : joueur de 1991 à 1994
- Dejan Perić : joueur de 1994 à 1995
- Borko Ristovski : joueur de 2006 à 2007
- David Amor : joueur de 2008 à 2009
- Seufyann Sayad : joueur de 2008 à 2009
- Rastko Stefanovič : joueur de 1994 à 1995